# Junichiro Koizumi
Junichiro Koizumi (Japans: 小泉純一郎, Koizumi Junichiro) (Yokosuka (Kanagawa), 8 januari 1942) is een Japans voormalig politicus van de Liberaal-Democratische Partij (LDP). Hij was premier van Japan van 2001 tot 2006.

## Carrière
Koizumi groeide op in een politieke familie en studeerde economie aan de Universiteit Keio, alwaar hij afstudeerde in 1967. Daarna studeerde hij aan de London School of Economics.
Koizumi ging de politiek in als lid van het bestuur van de prefectuur Kanagawa in december 1972. Hij is sindsdien lid van de Liberaal-Democratische Partij (LDP). Hij is tien keer herkozen in het parlement. In 1992 werd Koizumi minister van Post en Telecommunicatie in het kabinet-Kiichi Miyazawa. Hij was minister van Volksgezondheid en Welzijn in drie verschillende kabinetten: onder Noboru Takeshita, Sosuke Uno en Ryutaro Hashimoto. Koizumi bereikte zijn eerste hogere post in 1979 als parlementaire viceminister van Financiën. Hij bekleedde opnieuw kabinetsposten in 1992.
In 1994 werd hij met de LDP in de oppositie lid van een nieuwe LDP-fractie, die uit jongere en meer gemotiveerde parlementariërs was samengesteld. Na drie falende pogingen, werd Koizumi in april 2001 uiteindelijk toch nog verkozen tot premier van Japan.
Junichiro Koizumi was 1978 tot 1982 gehuwd met Kayoko Miyamoto en heeft drie kinderen. Na zijn scheiding in 1982 deed Koizumi nooit opnieuw de trouwgelofte. Twee van zijn zonen wonen bij hem. Zij hebben hun moeder sinds de scheiding niet gezien. De derde zoon heeft zijn vader nooit meer ontmoet.

## Imago en beleid

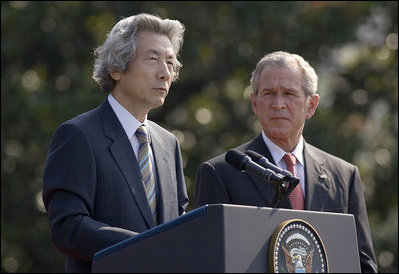
Koizumi en toenmalig president van de Verenigde Staten George W. Bush in 2006.

Van meet af aan was Koizumi een uiterst populaire leider, met name dankzij zijn openhartige aard en kleurrijk verleden. Hij probeerde met nieuwe manieren de door een bankcrisis verslechterde Japanse economie nieuwe kracht te geven. Hij poogde schulden van handelsbanken te verminderen, het postbesparingensysteem te privatiseren en de fractiestructuur van LDP te reorganiseren. Hij zei, dat een periode van pijnlijke herstructureringen nodig was om de toekomst te verbeteren. Teneinde deze doelstellingen te verwezenlijken, benoemde hij een econoom, Heizo Takenaka, als verantwoordelijke voor de reorganisatie van het bankwezen. Onder Koizumi's regering zijn de bankschulden drastisch gedaald. De Japanse economie is langzaam maar regelmatig steeds sterker geworden. De groei van het BBP in 2004 behoort tot de hoogste groei van alle G7-naties volgens het IMF en OESO.
Koizumi werd herkozen in 2003. Een recent voorstel om in de pensioenen te snijden onder het mom van fiscale hervorming bleek impopulair. Omdat het Hogerhuis zijn voorstel tot privatisering van de posterijen had afgekeurd, besloot zijn kabinet op 8 augustus 2005 het Lagerhuis te ontbinden ter voorbereiding op vervroegde verkiezingen. De LDP van Koizumi behaalde op 11 september van dat jaar een monsterzege, waaruit zijn onverminderde populariteit onder de Japanse kiezers bleek. Bovendien kan Koizumi deze verkiezingen beschouwen als een duidelijk 'ja' van de kiezer voor zijn voorgestelde privatisering van de posterijen.
In het buitenland wordt Koizumi bekritiseerd vanwege zijn jaarlijks bezoek aan het Yasukuni-schrijn, het oorlogsmonument, waar ook 14 oorlogsmisdadigers worden herdacht. Het Gerechtshof van Osaka verklaarde de bezoeken op 30 september 2005 ongrondwettelijk, omdat de Japanse staat en zijn regering zich niet met godsdienstige zaken mogen inlaten. Maar ook na dat arrest bracht de premier zijn jaarlijkse bezoek.

## Aftreden
Koizumi maakte bekend, dat hij in 2006 zou aftreden als premier en als leider van de Liberaal-Democratische Partij. Op 20 september 2006 werd Shinzo Abe gekozen tot de nieuwe leider van de partij, en op 26 september 2006 werd Koizumi opgevolgd door Abe als premier van Japan. Deze maakte bij zijn aantreden bekend, dat hij het beleid van zijn populaire voorganger zou voortzetten.
Ito Hirobumi · Kuroda Kiyotaka · Sanetomi Sanjo · Yamagata Aritomo · Matsukata Masayoshi · Ito Hirobumi · Kuroda Kiyotaka · Matsukata Masayoshi · Ito Hirobumi · Okuma Shigenobu · Yamagata Aritomo · Ito Hirobumi · Saionji Kinmochi · Katsura Tarō · Saionji Kinmochi · Katsura Tarō · Saionji Kinmochi · Katsura Tarō · Yamamoto Gonnohyōe · Ōkuma Shigenobu · Terauchi Masatake · Hara Takashi · Uchida Kosai · Takahashi Korekiyo · Katō Tomosaburō · Uchida Kosai · Yamamoto Gonnohyōe · Kiyoura Keigo · Katō Takaaki · Wakatsuki Reijirō · Tanaka Giichi · Osachi Hamaguchi · Kijūrō Shidehara · Osachi Hamaguchi · Wakatsuki Reijirō · Inukai Tsuyoshi · Takahashi Korekiyo · Saitō Makoto · Keisuke Okada · Fumio Gotō · Keisuke Okada · Kōki Hirota · Senjūrō Hayashi · Fumimaro Konoe ·
Hiranuma Kiichirō · Nobuyuki Abe · Mitsumasa Yonai · Fumimaro Konoe · Hideki Tojo · Kuniaki Koiso · Kantarō Suzuki · Prins Higashikuni Naruhiko · Kijūrō Shidehara · Shigeru Yoshida · Tetsu Katayama · Hitoshi Ashida · Shigeru Yoshida · Ichirō Hatoyama · Tanzan Ishibashi · Nobusuke Kishi · Tanzan Ishibashi · Nobusuke Kishi · Hayato Ikeda · Eisaku Satō · Kakuei Tanaka · Takeo Miki · Takeo Fukuda · Masayoshi Ōhira · Masayoshi Ito · Zenko Suzuki · Yasuhiro Nakasone · Noboru Takeshita · Sōsuke Uno · Toshiki Kaifu · Kiichi Miyazawa · Morihiro Hosokawa · Tsutomu Hata · Tomiichi Murayama · Ryutaro Hashimoto · Keizo Obuchi · Mikio Aoki · Keizo Obuchi · Yoshiro Mori · Junichiro Koizumi · Shinzo Abe · Yasuo Fukuda · Taro Aso · Yukio Hatoyama · Naoto Kan · Yoshihiko Noda · Shinzo Abe · Yoshihide Suga · Fumio Kishida ·  Shigeru Ishiba
- Bibsys: 8063663
- Bibliothèque nationale de France: cb167313764 (data)
- CiNii: DA08596764
- Gemeinsame Normdatei: 133169367
- International Standard Name Identifier: 0000 0001 2279 3353
- Library of Congress Control Number: nr95019656
- Bibliotheek van het Japanse parlement: 00365812
- Nationale Bibliotheek van Tsjechië: js20050815011
- Nationale Bibliotheek van Israël: 987007407117305171
- Nederlandse Thesaurus van Auteursnamen: 236354442
- Système universitaire de documentation: 102487200
- Virtual International Authority File: 45483372
- WorldCat: E39PBJfh9pYKyyctwV4b3QfTHC